# صامويل مايكابار
صامويل مويسيفيتش مايكابار (18 ديسمبر 1867 - 8 ماي 1938) (بالروسية: Самуил Моисеевич Майкапар) هو ملحن رومانسي وعازف بيانو روسي، كان أستاذا للموسيقى في كونسرفاتوار سانت بطرسبرغ.

## مسيرته
ولد صامويل مايكابار في 18 ديسمبر 1867 بمدينة خيرسون. أمضى مايكابار طفولته في مدينة تاغانروغ، وفي عام 1885 تخرج من مدرسة بويز للألعاب الرياضية حيث درس مع أنطون تشيخوف.
في عام 1885، التحق بكونسرفاتوار سانت بطرسبرغ أثناء دراسته للقانون في جامعة سانت بطرسبرغ، وتخرج في عام 1891. حصل على دبلوم المعهد الموسيقي في سانت بطرسبرغ في عام 1893. قدم العديد من الحفلات في برلين، لايبزيغ، سانت بطرسبرغ، موسكو، تاغونروغ وغيرها من المدن.
توفي في لينينغراد بتاريخ 8 مايو 1938.

## روابط خارجية
- صامويل مايكابار على موقع ميوزك برينز (الإنجليزية)
- صامويل مايكابار على موقع ديسكوغز (الإنجليزية)
- صامويل مايكابار على موقع ديسكوغز (الإنجليزية)

- تآليف موسيقية ذات ملكية عامة بقلم صامويل مايكابار في مشروع مكتبة الموسيقى الدولية